# Corpos (exposição)
Corpos, (originalmente BODIES... The Exhibition), é uma exposição de corpos humanos e órgãos, já foi vista por mais de 15 milhões de pessoas em cidades dos Estados Unidos e Europa, sendo três milhões em Nova York, onde a exposição está montada.

## Descrição
Pela primeira vez na América do Sul, a exposição foi aberta em São Paulo no dia de 21 de maio. Reunindo um acervo com 20 corpos e 250 órgãos reais, distribuídos em cerca de 7.000 m² na OCA, no Parque Ibirapuera. É uma mostra semelhante a outra que já esteve em São Paulo: Corpo Humano - Real e Fascinante, de 2007. Na época, a exposição atraiu cerca de 450 mil visitantes.
Cada corpo foi conservado por meio de uma técnica baseada no uso de silicone para manter órgãos, músculos e ossos quase no mesmo estado que estão no organismo de uma pessoa viva.
No primeiro piso, um corpo está posicionado para um arremesso de basquete. Um corpo arqueado se equilibra num pé só, no instante em que toma impulso com o pé esquerdo para chutar uma bola.
Desde 2007, quando a exposição foi visitada por 450 mil pessoas em São Paulo, o avanço das técnicas de dissecação permitiu mais realismo à mostra. O processo de embalsamamento, complexo, faz uso de alguns truques. Trazidos de faculdades médicas da China, os corpos passam por um tratamento que leva cerca de um ano e meio e envolve acetona e silicone líquido, que é enrijecido para simular o tônus natural. Depois disso, cada músculo é pintado cuidadosamente com os tons que ostentavam quando seus donos ainda estavam vivos.
Os corpos não têm cheiro, diz o diretor médico da mostra, Roy Glover, professor de Anatomia e Biologia Celular da Universidade do Arizona. Todos os modelos selecionados morreram de causas naturais.
Os modelos fetais morreram ainda no útero materno, em decorrência de complicações. Existe um grande feto de 30 semanas, disposto numa cuba de vidro, já com as feições prontas. Há apenas um corpo de mulher, no segundo piso, no qual o aparelho reprodutor ganha explicações aprofundadas sobre seu funcionamento.

## Novidades na exposição
Nessa versão da exposição, os corpos (todos chineses) estarão expostos em poses que demonstram o movimento em posições atléticas. Serão simulações de atividades físicas, demonstrando como o corpo funciona de dentro para fora. Serão utilizadas também avançadas técnicas de dissecação e preservação polímera (polimerização), desenvolvidas pela equipe do diretor médico da mostra, Dr. Roy Glover (prof. Emérito de Anatomia e Biologia Celular da Universidade de Michigan), conferindo maior realismo às peças. Nesse processo, o tecido humano é permanentemente preservado usando silicone emborrachado líquido, que é tratado e endurecido. O resultado final é uma amostra preservada em nível celular, demonstrando a complexidade de ossos do corpo, músculos, nervos, vasos sanguíneos e órgãos.

## Função educativa
A exposição tem caráter prioritariamente educativo e pretende passar aos seus visitantes uma melhor compreensão de como os maus hábitos ou doenças podem interferir no funcionamento do corpo. Serão expostos órgãos que sofreram infarto, câncer, dieta pobre e outras patologias, fazendo comparações com corpos saudáveis mais poderosas que qualquer imagem de um livro ou texto. A mostra oferece a oportunidade de o grande público ter acesso a materiais que antes estavam disponíveis apenas aos profissionais de medicina.

## Setores da exposição
A exposição é dividida em nove setores, para representar todos os sistemas do organismo humano:
- Esqueleto e suas mais de 100 juntas
- O papel condutor e regulador do Sistema Muscular
- A velocidade impressionante de comunicação das células do Sistema nervoso
- A utilização do oxigênio pelo Sistema Respiratório
- Os processos químicos e mecânicos que compõem o Sistema Digestivo
- O processo de filtração contínuo do Sistema Urinário
- A combinação única dos cromossomos do óvulo e do espermatozoide e a formação embrionária no Sistema Reprodutor
- A manutenção da vida pelo sistema circulatório
- A preservação de um corpo saudável graças aos avanços das pesquisas médicas e tecnológicas, representada em O Corpo Tratado. Neste último segmento, são lembrados ainda o desenvolvimento de próteses para a maioria das partes do corpo e os equipamentos que auxiliam os médicos na sala de cirurgia.

## Preocupações éticas
Preocupações têm sido levantadas sobre a proveniência dos corpos e a ética da visualização dos restos humanos, especialmente por crianças e católicos. Em um editorial, o reverendo luterano Christoph Reiners questionou o efeito da exposição nas crianças. Antes da estréia nos Estados Unidos em 2005, o advogado-geral da Flórida expressou a opinião de que a aprovação do Conselho Estadual Anatômico deve ser exigida. O conselho opôs-se à exposição no Museu Tampa de Ciência e Indústria (Tampa Museum of Science and Industry). O diretor do conselho expressou sua opinião de que a exposição deveria ser fechada. Oficiais responsáveis pela exposição discordaram, alegando que o conselho tinha apenas jurisdição nas escolas médicas e não nos museus; a exibição abriu dois dias antes do previsto no Museu Tampa de Ciência e Indústria.
Em 2006, o New York Times e o programa televisivo do canal American Broadcasting Company (ABC) 20/20 publicaram reportagens sobre o "mercado negro" de cadáveres e órgãos de chineses o que gerou um inquérito no Congresso dos EUA uma investigação do advogado-geral de Nova York, Andrew Cuomo, e a resignação do presidente CEO da exposição "Corpos", Arnie Geller. Em decorrência da investigação de Andrew Cuomo e de sua subsequente publicação em 2008, a página inicial do website da exposição mostou um aviso sobre a origem presumida dos órgãos e fetos, dizendo que "depende, exclusivamente, das representações de seus parceiros chineses" e "não é possível verificar de forme independente" que os corpos não pertencem a prisioneiros executados. Ambos ativistas de direitos humanos, Harry Wu, e o diretor do grupo de advocacia da organização de Direitos Humanos na China, opuseram-se à exposição por estes motivos.
Uma coordenadora educativa do Museu Carnegie de Ciências (Carnegie Museum of Science) renunciou ao sue cargo devido a exposição, citando suas crenças religiosas, questões sobre proveniência, e a repugnância geral por colocar "restos humanos" em uma exibição. A professora Anita Allen, da Universidade da Pensilvânia, bioeticista, argumentou gastos de dinheiro de "ficar de boca aberta" em restos humanos deveria levantar sérias preocupações. Thomas Hibbs, eticista da Universidade de Baylor, compara exposições de cadáveres a pornografia na qual eles reduzem o tema a "manipulação das partes do corpo despojado de qualquer significado humano". Mesmo que o consentimento haja sido obtido, o rabino Danny Schiff argumenta que nós ainda devemos questionar o que fornecer os "corpos dispostos em vitrines para um público faminto" diz sobre uma sociedade.

## Proibição
A exposição “Nosso corpo, corpo aberto", organizada na França pelo produtor Pascal Bernardin, com 17 cadáveres plastinados chineses, abertos e dissecados, foi proibida em 21 de abril de 2009.  Em 2010, o Supremo Tribunal indicou “que a exposição de cadáveres humanos para fins comerciais em exibição é contrária à decência e, desse modo, é ilegal na França”.